# Gonomyia (Gonomyia) multiacuta
Gonomyia (Gonomyia) multiacuta is een tweevleugelige uit de familie steltmuggen (Limoniidae). De soort komt voor in het Oriëntaals gebied.